# Hugo Villegas
Hugo Villegas (Chihuahua, 19 novembre 1958) è un ex cestista messicano.

## Carriera
Con il Messico ha disputato i Campionati americani del 1980.